# Moronata
Moronata es un género de polillas de la familia Tortricidae.

## Especies
- Moronata eriosocii Razowski & Pelz, 2003